# Anemia filiformis
Anemia filiformis là một loài dương xỉ trong họ Anemiaceae. Loài này được Savigny Sw. ex E. Fourn. mô tả khoa học đầu tiên năm 1872.